# Aleksandra Zapekina
Aleksandra Zapekina (* 9. Mai 1991) ist eine deutsche Sportlerin in der Rhythmischen Sportgymnastik.

## Biografie
Zapekina wurde trainiert von Larissa Drygala im Verein Bremen 1860 und im Bundesleistungsstützpunkt in Bremen. Sie gewann bei Deutschen Meisterschaften eine Vielzahl an Medaillen.

Von 2011 bis 2013 absolvierte sie bei ihrem Stammverein Bremen 1860 eine Ausbildung zur Sportfachfrau. Während und nach ihrer Aktiven Zeit ist sie Trainerin beim Verein Bremen 1860.
Sie nahm u. a. teil an den
- Deutschen Jugendmeisterschaften 2006 in Fellbach-Schmiden: 2. Platz im Mehrkampf und zwei Titel bei den Disziplinen Seil und Keulen
- Europameisterschaften 2006 in Moskau: Junioren 9. Patz bei den Seilen und 10. Platz in der Mannschaft
- Deutsche Meisterschaften 2011: 2. Platz im Mehrkampf
- Deutsche Meisterschaften 2012: Viermal 2. Platz in Mehrkampf, Reifen, Ball und Band sowie 3. Platz mit den Keulen
- Deutsche Meisterschaften 2014: 4. Platz im Mehrkampf,  3. bei den Ringen, 5. beim Ball und bei den Keulen und 4. beim Seil
- Deutschland-Cups 2016 in Bremen: 2. Platz im Mehrkampf
- Deutsche Meisterschaften 2017: 1. Platz in der Freien Wettkampfklasse (FWK) im Mehrkampf
- Deutsche Meisterschaften 2017: 1. Platz beim Seil

## Ehrungen
- 2010 und 2011: Landessportlerin des Jahres

## Werke
- mit  Ralf Dornbusch und Marie Janzen: Tanzen kompetenzorientiert, Cornelsenverlag.